# Sand Lake (New York)
Pour les articles homonymes, voir Sand Lake.
Sand Lake est une ville du comté de Rensselaer, dans l'État de New York, aux États-Unis,. En 2010, elle comptait une population de 8 530 habitants.

## Démographie
Lors du recensement de 2010, la ville comptait une population de 8 530 habitants, tandis qu'en 2016, elle est estimée à 8 490 habitants.